# Dave Henderson
Dave Henderson (21 de julho de 1958 - 27 de dezembro de 2015) foi um jogador de beisebol norte-americano.

## Carreira
Dave Henderson foi campeão da World Series 1989 jogando pelo Oakland Athletics. Na série de partidas decisiva, sua equipe venceu o San Francisco Giants por 4 jogos a 0.